# Ланге, Эмиль
Эмиль Ланге (нем. Emil Lange; 15 ноября 1841, Дармштадт — 2 декабря 1926, Мюнхен) — немецкий архитектор, сын и ученик Людвига Ланге.

## Биография
Эмиль Ланге учился в городе Мюнхене, затем в Париже у Шарля Огюста Кетеля. С 1868 года преподавал в Мюнхенском художественно-промышленном училище, в 1875—1912 гг. был его директором. По его же проекту было построено и здание училища.
Совместно с Йозефом Бюльманом опубликовал книгу «Применение сграффито в декорировании фасадов» (нем. Die Anwendung des Sgraffito für Façaden-Decoration; 1867).
Эмиль Ланге оставил также после себя ряд акварелей пейзажного содержания.